# Kalergiplanen

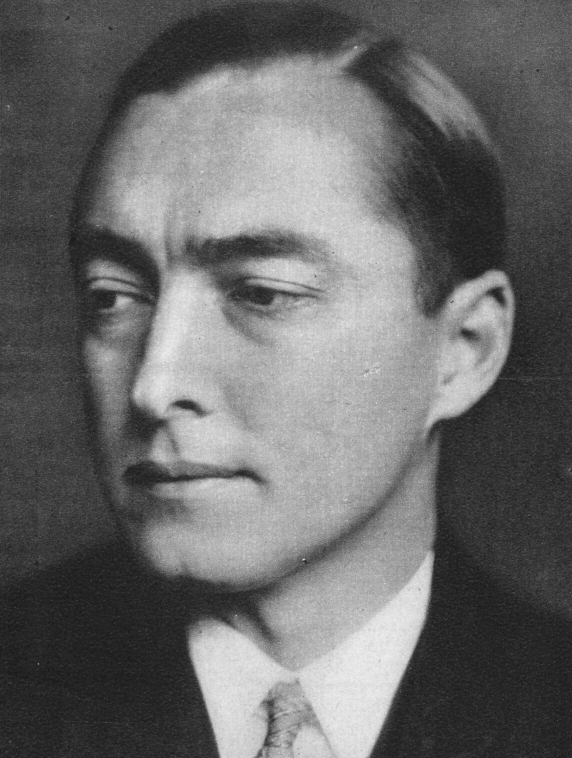
Richard von Coudenhove-Kalergi, förmodad skapare av planen, avbildad 1930

Kalergiplanen, ibland kallad Coudenhove-Kalergi-konspirationen, är en motbevisad högerextrem, antisemitisk, vit folkmordskonspirationsteori. Teorin hävdar att den österrikisk-japanska politikern Richard von Coudenhove-Kalergi, skapare av Paneuropeiska unionen, kom på en komplott för att blanda och ersätta vita européer med andra raser via immigration. Konspirationsteorin förknippas oftast med europeiska grupper och partier, men den har även spridit sig till nordamerikansk politik.

## Ursprung
Konspirationsteorin härstammar från ett avsnitt av Kalergis bok Praktischer Idealism från 1925, där han förutspådde att en blandras i framtiden skulle uppstå: "Framtidens människa kommer att vara av blandad ras. Dagens raser och klasser kommer gradvis att försvinna på grund av försvinnandet av rum, tid och framtida raser, eugroidiska och framtida raser. liknar i sitt utseende de gamla egyptierna, kommer att ersätta mångfalden av folk med en mångfald av individer."  Moderna högerextrema individer försöker skapa relationer mellan samtida europeisk politik och detta citat.
Den österrikiske nynazistiska författaren Gerd Honsik skrev om ämnet i sin bok Kalergi Plan (2005).

## Konspirationsteorin
Den oberoende italienska tidningen Linkiesta undersökte konspirationsteorin och beskrev den som en bluff som är jämförbar med det påhittade antisemitiska dokumentet Sions vises protokoll. Southern Poverty Law Center beskriver Kalergi-planen som ett utpräglat europeiskt sätt att driva den vita folkmordets konspirationsteorin på kontinenten, med vita nationalister som citerar Coudenhove-Kalergis skrifter ur sitt sammanhang för att hävda att Europeiska unionens invandringspolitik var lömska för att förstöra vita människor sedan decennier. Hope Not Hate, en antirasismförespråkande grupp, har beskrivit det som en rasistisk konspirationsteori som hävdar att Coudenhove-Kalergi hade för avsikt att påverka Europas politik för immigration för att skapa en "befolkning som saknar identitet" som sedan förmodligen skulle styras av en judisk elit.

## Senaste historien
2019 publicerade den högerpolitiska ideella organisationen Turning Point USA ett fotografi på Twitter där en person höll i en badboll som innehöll text som främjade denna konspirationsteori. Tweeten raderades kort därefter.